# Srednji Rokav
Srednji Rokav je 2.589 metrov visoka gora v Julijskih Alpah. Nahaja se v sredini grebena Rokavov, ki se nato od Visokega Rokava nadaljuje na Škrlatico oz. Veliki Oltar. Sam greben se dviguje nad dolino Vrat ter ločuje med seboj krnici V kotlu in Na jezerih. Vsi vrhovi v grebenu so težko dostopni.